# Selección femenina de fútbol de Alemania
La selección femenina de fútbol de Alemania (en alemán, Deutsche Fußballnationalmannschaft der Frauen) es el equipo formado por jugadoras de nacionalidad alemana que representa a la Federación Alemana de Fútbol (en alemán, Deutscher Fußball-Bund) en las competiciones oficiales organizadas por la Unión Europea de Asociaciones de Fútbol (UEFA) y la Federación Internacional de Fútbol Asociación (FIFA).
Ha sido dos veces consecutivas campeona del mundo, ganando el título en el 2003 y 2007. Ha participado en los 7 mundiales realizados hasta la fecha. Es además ocho veces campeona de la Eurocopa Femenina siendo la máxima ganadora de dicha competencia. Recientemente ha obtenido la medalla de oro en los Juegos Olímpicos de Río de Janeiro 2016.
La gran final del Mundial de 2003 fue una celebración de todo lo bueno y bonito que ofrece el fútbol. Fue un partido rápido, vibrante, rebosante de calidad y emoción. Fue un auténtico festival de fútbol de ataque y de poderío físico. Al final, un gol de oro de Nia Künzer proclamó a Alemania campeona, superando a Suecia.
Alemania revalidó su título de campeona del Mundo en el Mundial de 2007, y consolidó su prestigio como gran potencia de la disciplina con una impecable victoria por 2-0 contra la selección femenina de fútbol de Brasil, que había derrotado en camino a la gran final a la poderosa selección de Estados Unidos. Con esta victoria Alemania se convirtió en el primer equipo que defiende con éxito el título de campeona del mundo.
Alemania conquistó su segundo título del mundo sin recibir ni un solo gol en contra en sus seis partidos. Este logro fue fruto de la eficacia de la retaguardia comandada por la portera Nadine Angerer, que estableció un nuevo récord en el certamen. La arquera alemana, con 540 minutos sin gol en contra, superó el récord del arquero italiano Walter Zenga, que mantuvo su puerta invicta durante 517 minutos consecutivos en la Copa Mundial de Fútbol de 1990.

## Historia
El 30 de julio de 1955 la Federación Alemana de Fútbol (DFB) votó de forma unánime prohibir el fútbol femenino por considerar la combatividad del deporte como contraria a la naturaleza de las mujeres. Además le prohibió a los clubes miembros formar equipos femeninos, o permitir que mujeres jugaran en sus campos. A pesar de la prohibición, se realizaron de manera inoficial más de setenta juegos internacionales. El primer partido se realizó el 23 de septiembre de 1956 en un estadio privado en Essen contra la selección de Holanda. El encuentro fue ganado por la selección alemana 2:1.
La prohibición fue finalmente revocada el 30 de octubre de 1970 en el congreso de la DFB en Travemünde. Para esta época se estima que había entre 40.000 y 60.000 mujeres jugando de manera más o menos subversiva en equipos sancionados por la federación, y se temía que las jugadoras fundaran su propia federación de fútbol.
En la década de los ochenta la federación comenzó a organizar y consolidar las ligas femeninas regionales y en 1982 creó oficialmente una selección femenina de fútbol, nombrando a Gero Bisanz como su primer entrenador. Bisanz dudó en un principio tomar el trabajo temiendo daño a su reputación como entrenador ya que sus colegas se reían de él, pero finalmente aceptó el puesto.
En el congreso de 1986 de la DFB en Bremen, la federación acordó casi unánimemente comenzar los preparativos para la creación de una liga femenina de fútbol, pero fue la victoria de la selección nacional en la Eurocopa Femenina de 1989 que dio el impulso necesario para que en el congreso de Tréveris ese mismo año, se acordara la creación de la Bundesliga femenina.
Como recompensa por la victoria en la Eurocopa Femenina 1989, el primer título internacional de la selección, las jugadoras alemanas recibieron de manera infame una vajilla de servicio de café de Villeroy & Boch, pintada con florecitas de colores. Sin embargo para la Copa Mundial Femenina de Fútbol de 2011 el bono por jugadora, en caso de ganar el título, se fijó en €60.000 Euros en efectivo, más otras consideraciones económicas no reveladas. La firma de Villeroy & Boch, apenada por la manera en que el regalo de su producto ha sido presentado en la prensa alemana como un insulto, ofreció regalar su vajilla más moderna, esta vez sin florecitas, a las jugadoras de la selección alemana sin importar en que lugar quedesen en el Mundial 2011.

## Uniforme
El uniforme histórico de la selección alemana ha sido la camiseta blanca y pantalones negros, que representan los colores de la bandera de Prusia. Sin embargo, en el caso del uniforme alternativo, ha habido diversos cambios. En la actualidad se utilizan los colores rojo y negro.
Los uniformes son suplidos por la firma alemana Adidas, que para el Mundial 2011 diseñó una colección exclusiva de uniformes deportivos para el equipo. La camiseta tiene grabada en la parte interna del cuello la frase "Blüh' im Glanze dieses Glückes" que es extraída del himno nacional de Alemania y que significa; "Florece con el brillo de esta felicidad".

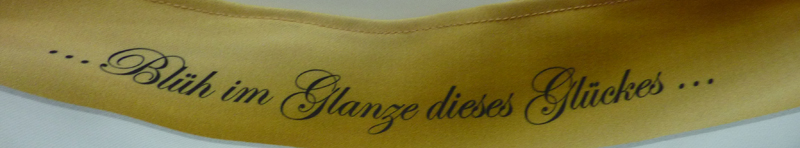
Frase grabada en la camiseta

### Local
| 1950-1954 | 1960-1963 | 1964-1965 | 1966-1970 | 1971-1976 | 1977-1979 | 1980-1982 | 1983-1984 |
| 1984-1985 | 1986-1987 | 1988-1991 | 1992      | 1993-1995 | 1996-1997 | 1998      | 1999-2000 |
| 2001-2003 | 2004-2005 | 2006-2007 | 2007-2008 | 2008-2009 | 2009-2010 | 2010-2011 | 2011-2012 |
| 2012-2013 | 2013-2014 | 2015-2016 | 2016-2017 | 2018-2019 | 2019-2022 | 2022      | 2024      |

| 1950-1954 | 1960-1963 | 1964-1965 | 1966-1970 | 1971-1976 | 1977-1979 | 1980-1982 | 1983-1984 |
| 1984-1985 | 1986-1987 | 1988-1991 | 1992      | 1993-1995 | 1996-1997 | 1998      | 1999-2000 |
| 2001-2003 | 2004-2005 | 2006-2007 | 2007-2008 | 2008-2009 | 2009-2010 | 2010-2011 | 2011-2012 |
| 2012-2013 | 2013-2014 | 2015-2016 | 2016-2017 | 2018-2019 | 2019-2022 | 2022      | 2024      |

| 1950-1954 | 1960-1963 | 1964-1965 | 1966-1970 | 1971-1976 | 1977-1979 | 1980-1982 | 1983-1984 |
| 1984-1985 | 1986-1987 | 1988-1991 | 1992      | 1993-1995 | 1996-1997 | 1998      | 1999-2000 |
| 2001-2003 | 2004-2005 | 2006-2007 | 2007-2008 | 2008-2009 | 2009-2010 | 2010-2011 | 2011-2012 |
| 2012-2013 | 2013-2014 | 2015-2016 | 2016-2017 | 2018-2019 | 2019-2022 | 2022      | 2024      |

| 1950-1954 | 1960-1963 | 1964-1965 | 1966-1970 | 1971-1976 | 1977-1979 | 1980-1982 | 1983-1984 |
| 1984-1985 | 1986-1987 | 1988-1991 | 1992      | 1993-1995 | 1996-1997 | 1998      | 1999-2000 |
| 2001-2003 | 2004-2005 | 2006-2007 | 2007-2008 | 2008-2009 | 2009-2010 | 2010-2011 | 2011-2012 |
| 2012-2013 | 2013-2014 | 2015-2016 | 2016-2017 | 2018-2019 | 2019-2022 | 2022      | 2024      |

### Alternativo
| 1954-1958 | 1966-1970 | 1971-1979 | 1980-1983 | 1986-1987 | 1988-1990 | 1991-1993 | 1994      |
| 1995-1996 | 1997-1999 | 2000-2001 | 2002      | 2003-2004 | 2005      | 2006-2007 | 2007-2008 |
| 2008-2009 | 2009-2010 | 2011      | 2012-2013 | 2013      | 2013-2014 | 2015-2016 |           |
| 2016-2017 | 2018-2019 | 2019-2022 | 2022-2023 | 2024      |           |           |           |

| 1954-1958 | 1966-1970 | 1971-1979 | 1980-1983 | 1986-1987 | 1988-1990 | 1991-1993 | 1994      |
| 1995-1996 | 1997-1999 | 2000-2001 | 2002      | 2003-2004 | 2005      | 2006-2007 | 2007-2008 |
| 2008-2009 | 2009-2010 | 2011      | 2012-2013 | 2013      | 2013-2014 | 2015-2016 |           |
| 2016-2017 | 2018-2019 | 2019-2022 | 2022-2023 | 2024      |           |           |           |

| 1954-1958 | 1966-1970 | 1971-1979 | 1980-1983 | 1986-1987 | 1988-1990 | 1991-1993 | 1994      |
| 1995-1996 | 1997-1999 | 2000-2001 | 2002      | 2003-2004 | 2005      | 2006-2007 | 2007-2008 |
| 2008-2009 | 2009-2010 | 2011      | 2012-2013 | 2013      | 2013-2014 | 2015-2016 |           |
| 2016-2017 | 2018-2019 | 2019-2022 | 2022-2023 | 2024      |           |           |           |

| 1954-1958 | 1966-1970 | 1971-1979 | 1980-1983 | 1986-1987 | 1988-1990 | 1991-1993 | 1994      |
| 1995-1996 | 1997-1999 | 2000-2001 | 2002      | 2003-2004 | 2005      | 2006-2007 | 2007-2008 |
| 2008-2009 | 2009-2010 | 2011      | 2012-2013 | 2013      | 2013-2014 | 2015-2016 |           |
| 2016-2017 | 2018-2019 | 2019-2022 | 2022-2023 | 2024      |           |           |           |

## Estadísticas

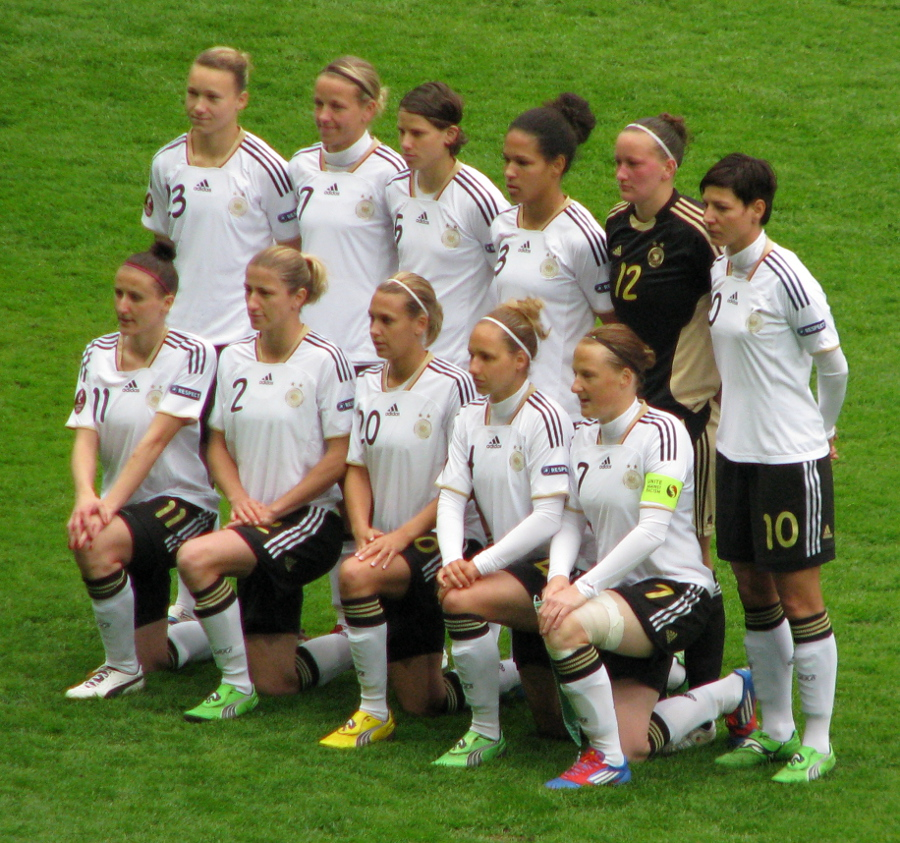
La selección alemana en el año 2012

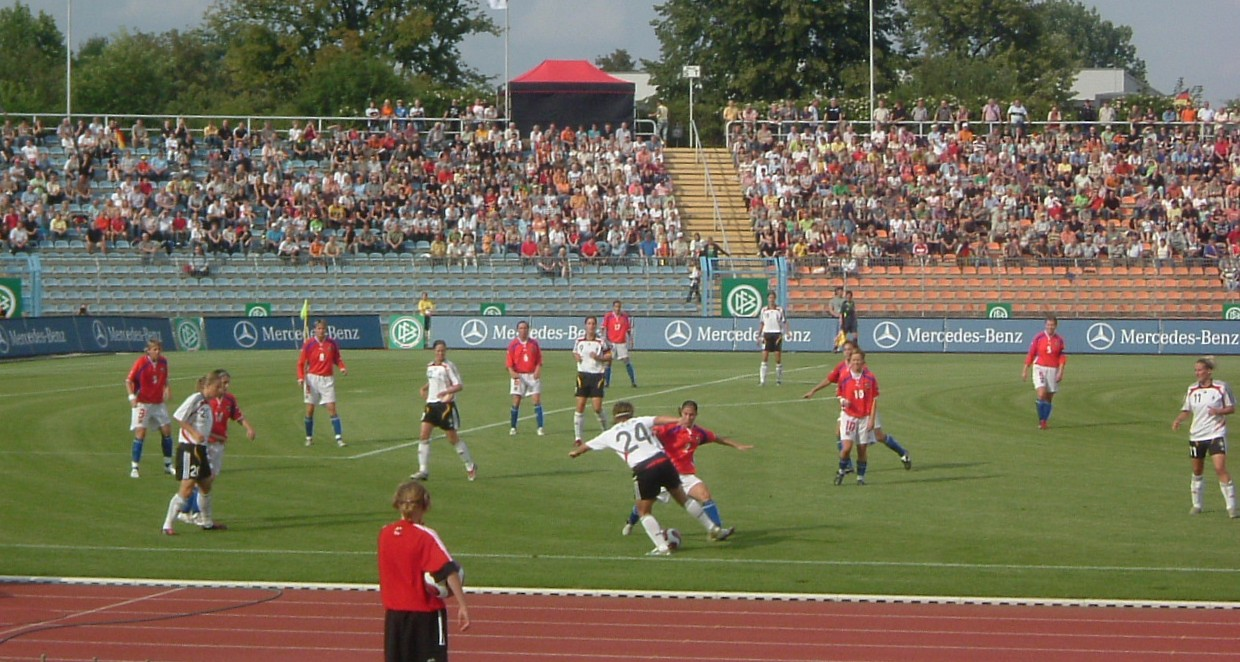
Alemania - República Checa 2 de agosto de 2007

### Copa Mundial
| Mundial Femenino,                      |                  |              |              |              |              |              |              |              |              |
| Año                                    | Ronda            | Posición     | PJ           | PG           | PE           | PP           | GF           | GC           | DG           |
| Italia 1970                            | Cuartos de final | 7.ª          | 2            | 0            | 0            | 2            | 2            | 11           | -9           |
| México 1971                            | Se retiró        | Se retiró    | Se retiró    | Se retiró    | Se retiró    | Se retiró    | Se retiró    | Se retiró    | Se retiró    |
| Total                                  | 1/2              | 8.ª          | 2            | 0            | 0            | 2            | 2            | 11           | -9           |
| Mundialito Femenino                    |                  |              |              |              |              |              |              |              |              |
| Japón 1981                             | No participó     | No participó | No participó | No participó | No participó | No participó | No participó | No participó | No participó |
| Italia 1984                            | Subcampeón       | 2.ª          | 4            | 2            | 0            | 2            | 5            | 6            | -1           |
| Italia 1985                            | No participó     | No participó | No participó | No participó | No participó | No participó | No participó | No participó | No participó |
| Italia 1986                            | No participó     | No participó | No participó | No participó | No participó | No participó | No participó | No participó | No participó |
| Italia 1988                            | Fase de grupos   | 6.ª          | 2            | 0            | 0            | 2            | 1            | 3            | -2           |
| Total                                  | 2/5              | 6.ª          | 6            | 2            | 0            | 4            | 6            | 9            | -3           |
| Torneo Invitación Femenino de la FIFA, |                  |              |              |              |              |              |              |              |              |
| Taiwán 1987                            | No participó     | No participó | No participó | No participó | No participó | No participó | No participó | No participó | No participó |
| China 1988                             | No participó     | No participó | No participó | No participó | No participó | No participó | No participó | No participó | No participó |
| Total                                  | 0/2              | ?            | -            | -            | -            | -            | -            | -            | -            |
| Copa Mundial Femenina de la FIFA       |                  |              |              |              |              |              |              |              |              |
| China 1991                             | Cuarto lugar     | 4.ª          | 6            | 4            | 0            | 2            | 13           | 10           | +3           |
| Suecia 1995                            | Subcampeón       | 2.ª          | 6            | 4            | 0            | 2            | 13           | 6            | +7           |
| Estados Unidos 1999                    | Cuartos de final | 8.ª          | 4            | 1            | 2            | 1            | 12           | 7            | +5           |
| Estados Unidos 2003                    | Campeón          | 1.ª          | 6            | 6            | 0            | 0            | 25           | 4            | +21          |
| China 2007                             | Campeón          | 1.ª          | 6            | 5            | 1            | 0            | 21           | 0            | +21          |
| Alemania 2011                          | Cuartos de final | 6.ª          | 4            | 3            | 0            | 1            | 7            | 4            | +3           |
| Canadá 2015                            | Cuarto lugar     | 4.ª          | 7            | 3            | 2            | 2            | 20           | 6            | +14          |
| Francia 2019                           | Cuartos de final | 5.ª          | 5            | 4            | 0            | 1            | 10           | 2            | +8           |
| Australia-Nueva Zelanda 2023           | Fase de grupos   | 16.ª         | 3            | 1            | 1            | 1            | 8            | 3            | +5           |
| Brasil 2027                            | Por definir      | .ª           | -            | -            | -            | -            | -            | -            | -            |
| Estados Unidos-México 2031             | Por definir      | .ª           | -            | -            | -            | -            | -            | -            | -            |
| Total                                  | 9/9              | 2.ª          | 47           | 31           | 6            | 10           | 129          | 42           | +87          |
| Total global                           | 12/18            | 2.ª          | 55           | 33           | 6            | 16           | 138          | 62           | +76          |

### Juegos Olímpicos
| Año   | Ronda           | Posición        | PJ              | PG              | PE              | PP              | GF              | GC              | DG              |
| ----- | --------------- | --------------- | --------------- | --------------- | --------------- | --------------- | --------------- | --------------- | --------------- |
| 1996  | Primera fase    | 5.º             | 3               | 1               | 1               | 1               | 6               | 6               | 0               |
| 2000  | Tercer lugar    | 3.º             | 5               | 4               | 0               | 1               | 8               | 2               | +6              |
| 2004  | Tercer lugar    | 3.º             | 5               | 4               | 0               | 1               | 14              | 3               | +11             |
| 2008  | Tercer lugar    | 3.º             | 6               | 4               | 1               | 1               | 7               | 4               | +3              |
| 2012  | No se clasificó | No se clasificó | No se clasificó | No se clasificó | No se clasificó | No se clasificó | No se clasificó | No se clasificó | No se clasificó |
| 2016  | Campeón         | 1.º             | 6               | 4               | 1               | 1               | 14              | 6               | +8              |
| 2020  | No se clasificó | No se clasificó | No se clasificó | No se clasificó | No se clasificó | No se clasificó | No se clasificó | No se clasificó | No se clasificó |
| 2024  | Tercer lugar    | 3.º             | 6               | 3               | 1               | 2               | 9               | 6               | +3              |
| 2028  | Por definir     | Por definir     | Por definir     | Por definir     | Por definir     | Por definir     | Por definir     | Por definir     | Por definir     |
| 2032  | Por definir     | Por definir     | Por definir     | Por definir     | Por definir     | Por definir     | Por definir     | Por definir     | Por definir     |
| Total | 6/8             | 3.ª             | 31              | 20              | 4               | 7               | 58              | 27              | +31             |

### Eurocopa
| Eurocopa Femenina | Eurocopa Femenina | Eurocopa Femenina | Eurocopa Femenina | Eurocopa Femenina | Eurocopa Femenina | Eurocopa Femenina | Eurocopa Femenina | Eurocopa Femenina |
| Año               | Ronda             | Posición          | PJ                | PG                | PE                | PP                | GF                | GC                |
| ----------------- | ----------------- | ----------------- | ----------------- | ----------------- | ----------------- | ----------------- | ----------------- | ----------------- |
| 1984              | No clasificó      | No clasificó      | No clasificó      | No clasificó      | No clasificó      | No clasificó      | No clasificó      | No clasificó      |
| 1987              | No clasificó      | No clasificó      | No clasificó      | No clasificó      | No clasificó      | No clasificó      | No clasificó      | No clasificó      |
| 1989              | Campeón           | 1.º               | 2                 | 1                 | 1                 | 0                 | 5                 | 2                 |
| 1991              | Campeón           | 1.º               | 2                 | 2                 | 0                 | 0                 | 6                 | 1                 |
| 1993              | Cuarto lugar      | 4.º               | 2                 | 0                 | 1                 | 1                 | 2                 | 4                 |
| 1995              | Campeón           | 1.º               | 3                 | 3                 | 0                 | 0                 | 14                | 4                 |
| 1997              | Campeón           | 1.º               | 5                 | 3                 | 2                 | 0                 | 6                 | 1                 |
| 2001              | Campeón           | 1.º               | 5                 | 5                 | 0                 | 0                 | 13                | 1                 |
| 2005              | Campeón           | 1.º               | 5                 | 5                 | 0                 | 0                 | 15                | 2                 |
| 2009              | Campeón           | 1.º               | 6                 | 6                 | 0                 | 0                 | 21                | 5                 |
| 2013              | Campeón           | 1.º               | 6                 | 4                 | 1                 | 1                 | 6                 | 1                 |
| 2017              | Cuartos de final  | 5.º               | 4                 | 2                 | 1                 | 1                 | 5                 | 3                 |
| 2022              | Subcampeón        | 2.º               | 6                 | 5                 | 0                 | 1                 | 14                | 3                 |
| 2025              | Cuarto lugar      | 4.º               | 5                 | 2                 | 1                 | 2                 | 6                 | 7                 |
| Total             | 12/14             | 1.º               | 51                | 38                | 7                 | 6                 | 113               | 34                |

### Liga de Naciones
| Liga de Naciones Femenina de la UEFA | Liga de Naciones Femenina de la UEFA | Liga de Naciones Femenina de la UEFA | Liga de Naciones Femenina de la UEFA | Liga de Naciones Femenina de la UEFA | Liga de Naciones Femenina de la UEFA | Liga de Naciones Femenina de la UEFA | Liga de Naciones Femenina de la UEFA | Liga de Naciones Femenina de la UEFA | Liga de Naciones Femenina de la UEFA |
| Año                                  | Liga                                 | Grupo                                | Posición                             | PJ                                   | PG                                   | PE                                   | PP                                   | GF                                   | GC                                   |
| ------------------------------------ | ------------------------------------ | ------------------------------------ | ------------------------------------ | ------------------------------------ | ------------------------------------ | ------------------------------------ | ------------------------------------ | ------------------------------------ | ------------------------------------ |
| 2023-24                              | A                                    | 3                                    | Tercer lugar                         | 6                                    | 4                                    | 1                                    | 1                                    | 14                                   | 3                                    |
| Total                                | Total                                | Total                                | Total                                | 6                                    | 4                                    | 1                                    | 1                                    | 14                                   | 3                                    |

## Últimos y próximos encuentros
| Fecha      | Ciudad    | Local        | Resultado      | Visitante    | Competición                         |
| ---------- | --------- | ------------ | -------------- | ------------ | ----------------------------------- |
| 25-10-2024 | Londres   | Inglaterra   | 3:4            | Alemania     | Partido amistoso                    |
| 28-10-2024 | Duisburgo | Alemania     | 1:2            | Australia    | Partido amistoso                    |
| 29-11-2024 | Zúrich    | Suiza        | 0:6            | Alemania     | Partido amistoso                    |
| 02-12-2024 | Bochum    | Alemania     | 1:2            | Italia       | Partido amistoso                    |
| 21-02-2025 | Breda     | Países Bajos | 2:2            | Alemania     | Liga de Naciones Femenina UEFA 2025 |
| 25-02-2025 | Núremberg | Alemania     | 4:1            | Austria      | Liga de Naciones Femenina UEFA 2025 |
| 04-04-2025 | Dundee    | Escocia      | 0:4            | Alemania     | Liga de Naciones Femenina UEFA 2025 |
| 08-04-2025 | Wolfsburg | Alemania     | 6:1            | Escocia      | Liga de Naciones Femenina UEFA 2025 |
| 30-05-2025 | Bremen    | Alemania     | 4:0            | Países Bajos | Liga de Naciones Femenina UEFA 2025 |
| 03-06-2025 | Viena     | Austria      | 0:6            | Alemania     | Liga de Naciones Femenina UEFA 2025 |
| 04-07-2025 | San Galo  | Alemania     | 2:0            | Polonia      | Eurocopa Femenina 2025              |
| 08-07-2025 | Basilea   | Alemania     | 2:1            | Dinamarca    | Eurocopa Femenina 2025              |
| 12-07-2025 | Zúrich    | Suecia       | 4:1            | Alemania     | Eurocopa Femenina 2025              |
| 19-07-2025 | Basilea   | Francia      | 1:1 (5:6 pen.) | Alemania     | Eurocopa Femenina 2025              |
| 23-07-2025 | Zúrich    | Alemania     | 0:1 (t.s.)     | España       | Eurocopa Femenina 2025              |

## Jugadoras

### Última convocatoria
Jugadoras convocadas para Eurocopa Femenina 2025.
| No. | Pos. | Jugadora          | Fecha de nacimiento (edad)         | Apa. | Goles | Club                |
| --- | ---- | ----------------- | ---------------------------------- | ---- | ----- | ------------------- |
| 1   | POR  | Ann-Katrin Berger | 9 de octubre de 1990 (34 años)     | 22   | 0     | Gotham FC           |
| 12  | POR  | Stina Johannes    | 23 de enero de 2000 (25 años)      | 3    | 0     | Eintracht Frankfurt |
| 21  | POR  | Ena Mahmutovic    | 23 de diciembre de 2003 (21 años)  | 1    | 0     | Bayern Múnich       |
|     |      |                   |                                    |      |       |                     |
| 2   | DEF  | Sarai Linder      | 26 de octubre de 1999 (25 años)    | 25   | 1     | VfL Wolfsburgo      |
| 3   | DEF  | Kathrin Hendrich  | 6 de abril de 1992 (33 años)       | 83   | 5     | VfL Wolfsburgo      |
| 4   | DEF  | Rebecca Knaak     | 23 de junio de 1996 (29 años)      | 4    | 0     | Manchester City     |
| 5   | DEF  | Carlotta Wamser   | 1 de noviembre de 2003 (21 años)   | 2    | 0     | Eintracht Frankfurt |
| 6   | DEF  | Janina Minge      | 11 de junio de 1999 (26 años)      | 21   | 1     | VfL Wolfsburgo      |
| 7   | DEF  | Giulia Gwinn      | 2 de julio de 1999 (26 años)       | 63   | 14    | Bayern Múnich       |
| 17  | DEF  | Franziska Kett    | 24 de octubre de 2004 (20 años)    | 3    | 0     | Bayern Múnich       |
| 23  | DEF  | Sophia Kleinherne | 12 de abril de 2000 (25 años)      | 34   | 1     | Eintracht Frankfurt |
|     |      |                   |                                    |      |       |                     |
| 8   | MED  | Sydney Lohmann    | 19 de junio de 2000 (25 años)      | 39   | 6     | Bayern Múnich       |
| 9   | MED  | Sjoeke Nüsken     | 22 de enero de 2001 (24 años)      | 45   | 5     | Chelsea             |
| 13  | MED  | Sara Däbritz      | 15 de febrero de 1995 (30 años)    | 108  | 18    | OL Lyonnes          |
| 16  | MED  | Linda Dallmann    | 2 de septiembre de 1994 (30 años)  | 68   | 14    | Bayern Múnich       |
| 20  | MED  | Elisa Senß        | 10 de enero de 1997 (28 años)      | 21   | 2     | Eintracht Frankfurt |
| 22  | MED  | Jule Brand        | 16 de octubre de 2002 (22 años)    | 60   | 9     | VfL Wolfsburgo      |
|     |      |                   |                                    |      |       |                     |
| 10  | DEL  | Laura Freigang    | 1 de febrero de 1998 (27 años)     | 39   | 17    | Eintracht Frankfurt |
| 11  | DEL  | Lea Schüller      | 12 de noviembre de 1997 (27 años)  | 75   | 52    | Bayern Múnich       |
| 14  | DEL  | Cora Zicai        | 29 de noviembre de 2004 (20 años)  | 3    | 2     | SC Friburgo         |
| 15  | DEL  | Selina Cerci      | 31 de mayo de 2000 (25 años)       | 9    | 5     | Hoffenheim          |
| 18  | DEL  | Giovanna Hoffmann | 20 de septiembre de 1998 (26 años) | 7    | 3     | RB Leipzig          |
| 19  | DEL  | Klara Bühl        | 7 de diciembre de 2000 (24 años)   | 68   | 28    | Bayern Múnich       |

### Récords
Datos actualizados al 5 de diciembre de 2023.
| #  | Nombre            | Período   | Partidos | Goles |
| -- | ----------------- | --------- | -------- | ----- |
| 1  | Birgit Prinz      | 1994–2011 | 214      | 128   |
| 2  | Kerstin Stegemann | 1995–2009 | 191      | 8     |
| 3  | Ariane Hingst     | 1996–2011 | 174      | 10    |
| 4  | Anja Mittag       | 2004–2017 | 158      | 50    |
| 5  | Bettina Wiegmann  | 1989–2003 | 154      | 51    |
| 6  | Renate Lingor     | 1995–2008 | 149      | 35    |
| 7  | Sandra Minnert    | 1992–2007 | 147      | 16    |
| 8  | Nadine Angerer    | 1996–2015 | 146      | 0     |
| 9  | Doris Fitschen    | 1986–2001 | 144      | 16    |
| 10 | Annike Krahn      | 2007–2016 | 137      | 5     |

| #  | Nombre             | Período   | Goles | Partidos | Promedio |
| -- | ------------------ | --------- | ----- | -------- | -------- |
| 1  | Birgit Prinz       | 1994–2011 | 128   | 214      | 0.6      |
| 2  | Heidi Mohr         | 1986–1996 | 83    | 104      | 0.8      |
| 3  | Alexandra Popp     | 2010–2024 | 67    | 135      | 0.5      |
| 4  | Inka Grings        | 1996–2012 | 64    | 96       | 0.67     |
| 5  | Célia Šašić        | 2005–2015 | 63    | 111      | 0.57     |
| 6  | Bettina Wiegmann   | 1989–2003 | 51    | 154      | 0.33     |
| 7  | Anja Mittag        | 2004–2017 | 50    | 158      | 0.32     |
| 8  | Silvia Neid        | 1982–1996 | 48    | 111      | 0.43     |
| 9  | Kerstin Garefrekes | 2001–2011 | 43    | 130      | 0.33     |
| 10 | Martina Müller     | 2001–2014 | 37    | 101      | 0.37     |

## Entrenadores
La selección alemana femenina ha tenido seis seleccionadores desde su fundación: el primero de ellos fue Gero Bisanz, que dirigió al combinado desde 1982 hasta que abandonó su puesto luego de los Juegos Olímpicos de Atlanta 1996; ganó tres Eurocopas y obtuvo un subcampeonato mundial. La encargada de sustituirlo fue su asistente, Tina Theune, que dirigió a las alemanas hasta 2005 y ganó tres campeonatos europeos y la Copa del Mundo de 2003. Su asistente, Silvia Neid, la reemplazó y se mantuvo en el cargo hasta la obtención de la medalla de oro en los Juegos Olímpicos de Río de Janeiro 2016; bajo su conducción técnica, el seleccionado alemán ganó dos Eurocopas y una Copa del Mundo. Steffi Jones asumió como seleccionadora después de esto, pero en marzo de 2018 fue despedida debido a los malos resultados. En abril de 2018 Martina Voss-Tecklenburg fue nombrada nueva entrenadora de Alemania pero, hasta que terminase sus funciones con la selección suiza, Horst Hrubesch obtuvo el cargo de manera interina. Voss-Tecklenburg fue presentada oficialmente como seleccionadora nacional el 27 de diciembre.
| - Gero Bisanz (10 de noviembre de 1982-25 de julio de 1996) - Tina Theune-Meyer (27 de agosto de 1996-19 de junio de 2005) - Silvia Neid (1 de septiembre de 2005-20 de agosto de 2016) - Steffi Jones (16 de septiembre de 2016-7 de marzo de 2018) - Horst Hrubesch (7 de abril de 2018-13 de noviembre de 2018) - Martina Voss-Tecklenburg (27 de diciembre de 2018-26 de septiembre de 2023) - Horst Hrubesch (27 de octubre de 2023-9 de agosto de 2024) - Christian Wück (25 de octubre de 2024-act.) |

## Palmarés

### Selección absoluta
Nota:  indica el récord de títulos del torneo y  el récord compartido.
| Competición     |                                                    |                |                            |
| Competición     | Títulos                                            | Subcampeonatos | Tercer lugar               |
| --------------- | -------------------------------------------------- | -------------- | -------------------------- |
| Copa Mundial    | 2 (2003, 2007)                                     | 1 (1995)       | –                          |
| Eurocopa        | 8 (1989, 1991, 1995, 1997, 2001, 2005, 2009, 2013) | 1 (2022)       | –                          |
| Torneo Olímpico | 1 (2016)                                           | –              | 4 (2000, 2004, 2008, 2024) |
| Total           | 11                                                 | 2              | 4                          |

### Selecciones juveniles
| Competición         |                                                    |                                  |                 |
| Competición         | Títulos                                            | Subcampeonatos                   | Tercer lugar    |
| Copas Mundiales     | Copas Mundiales                                    | Copas Mundiales                  | Copas Mundiales |
| ------------------- | -------------------------------------------------- | -------------------------------- | --------------- |
| Copa Mundial Sub-17 | –                                                  | –                                | 1 (2008)        |
| Copa Mundial Sub-20 | 3 (2004, 2010, 2014)                               | 1 (2012)                         | 2 (2002, 2008)  |
| Eurocopas           |                                                    |                                  |                 |
| Eurocopa Sub-17     | 8 (2008, 2009, 2012, 2014, 2016, 2017, 2019, 2022) | 1 (2018)                         | 2 (2010, 2011)  |
| Eurocopa Sub-19     | 6 (2000, 2001, 2002, 2006, 2007, 2011)             | 5 (1999, 2004, 2018, 2019, 2023) | –               |
| Total               | 17                                                 | 7                                | 5               |